# Josée di Stasio
Josée di Stasio, née à Montréal, est une animatrice de télévision québécoise née, d'un père italien et d'une mère québécoise.  Le père de Josée, Pat Di Stasio, a connu une carrière d'auteur-compositeur et de chanteur de charme au cours des années 1950.
Elle anime de 2002 à 2014 l'émission de télévision À la di Stasio sur les ondes de Télé-Québec.

## Biographie
Après avoir co-animé une émission culinaire avec Daniel Pinard, Josée di Stasio se retrouve à la barre de l'émission À la di Stasio, diffusée à Télé-Québec, où elle anime en solo. Josée di Stasio est diplômée de l'UQAM (baccalauréat en communication).

## Nominations et prix
Prix Gémeaux 2005
- « Meilleur magazine de service »
- Nomination « Meilleure animation : magazine de service »

MetroStar 2005
- Nomination « Meilleure animatrice d’émission de service »

Prix Gémeaux 2004
- « Meilleur magazine de service »
- « Meilleure animation magazine de service »

MetroStar 2004
- Nomination « Meilleure animatrice d’émissions de variétés /divertissement /magazine culturel/talk show »

Prix Gémeaux 2003
- « Meilleur magazine de service »
- « Meilleure animation magazine de service »

Prix Gémeaux 2002
- Meilleur magazine de service
- Meilleur animation magazine de service

Prix Gémeaux 2001
- Meilleur magazine de service
- Meilleur animation magazine de service

## Émissions télévisées
- Ciel! mon Pinard - Télé-Québec (co-animatrice)
- A la di Stasio - Télé-Québec [2]

Parmi les invités de Josée di Stasio, on retrouve notamment Gérard Depardieu, Daniel Pinard, Suzanne Lévesque et Laure Waridel.

## Livres
- À la di Stasio, Montréal, Flammarion Québec, 2004. Prix et distinctions : Cuisine Canada 2005 – Trophée Or dans la catégorie « Meilleur livre de recettes en langue française » ; Prix Applied Arts 2005 – conception graphique : Mario Mercier (Orangetango), photographies : Louise Savoie ; Gourmand World Cookbook Awards 2005 – Meilleur livre de recettes en français relié à une émission de télévision. Édition française : Si simple, si bon ! : le carnet de recettes de Josée di Stasio, Paris, Flammarion, 2005. Édition anglaise : À la di Stasio, Montréal, Transcontinental Books, 2008.
- PASTA ET CETERA à la di Stasio, Montréal, Flammarion Québec, 2007. Prix et distinctions : Gourmand World Cookbook Awards 2007 – Meilleur livre de recettes en français au Canada relié à une émission de télévision ; Meilleur livre de cuisine italienne ; meilleures photographies dans un livre de recettes ; Gourmand World Cookbook Awards – Deuxième meilleur livre de cuisine italienne au monde ; Prix annuels de la Société Alcuin pour l’excellence de la conception graphique du livre au Canada – Mention d’honneur dans la catégorie « Ouvrages de référence ». Édition anglaise : PASTA ET CETERA à la di Stasio, Montréal, Transcontinental Books, 2009.
- À la di Stasio 3, Montréal, Flammarion Québec, 2011. Prix et distinctions : Prix du grand public Salon du livre de Montréal / La Presse 2012 ; Prix Les Saveurs du Canada 2012 pour la meilleure publication en langue française. Édition française : Ma cuisine de tous les jours, Paris, Flammarion, 2013.
- Le carnet rouge : notes pour les temps de fête, Montréal, Flammarion Québec, 2013. Prix et distinctions : Gourmand World Cookbook Awards 2014 – Best TV Rest of the World Cookbook et Best Entertainment Cookbook ; Prix Grafika 2014 – conception graphique : Mario Mercier (Orangetango) ; Prix Lux 2015 : photographies : Dominique T. Skoltz.
- À la soupe, Montréal, Flammarion Québec, 2018. Prix et distinctions : Prix Les Saveurs du Canada 2019 – Trophée Argent dans la catégorie « Livres de cuisine sujet unique » ; Gourmand World Cookbook Awards 2019 – TV Celebrity Chef Outside Europe (deuxième prix).
- Mon carnet de saison. Printemps-été, Éditions KO, 2022, 255 p.
- Mon carnet de saison. Automne-hiver, Éditions KO, 2022, 255 p.